# Diadelia
Diadelia är ett släkte av skalbaggar. Diadelia ingår i familjen långhorningar.

## Dottertaxa tillDiadelia, i alfabetisk ordning[1]
- Diadelia affinis
- Diadelia albomaculatoides
- Diadelia albomarmorata
- Diadelia albosetosa
- Diadelia albosquamulosa
- Diadelia albovittata
- Diadelia antegrisea
- Diadelia apicalis
- Diadelia apicefusca
- Diadelia atomosparsa
- Diadelia basifusca
- Diadelia basifuscipennis
- Diadelia basifuscomaculata
- Diadelia betschi
- Diadelia bicoloricornis
- Diadelia biplagiata
- Diadelia bispina
- Diadelia bispinipennis
- Diadelia bispinosa
- Diadelia blanci
- Diadelia brunneofasciata
- Diadelia cinerascens
- Diadelia congoana
- Diadelia convexicollis
- Diadelia costipennis
- Diadelia densemarmorata
- Diadelia dujardini
- Diadelia excavatipennis
- Diadelia flavicollis
- Diadelia flavovitticollis
- Diadelia flavovittipennis
- Diadelia fuscostictica
- Diadelia gabonica
- Diadelia geminatoides
- Diadelia granulipennis
- Diadelia granulithorax
- Diadelia grisea
- Diadelia griseata
- Diadelia griseola
- Diadelia grisescens
- Diadelia guineensis
- Diadelia holobrunnea
- Diadelia imitatrix
- Diadelia inermicollis
- Diadelia iners
- Diadelia infasciata
- Diadelia inornata
- Diadelia interrupta
- Diadelia laeviceps
- Diadelia laterimaculata
- Diadelia lateriplagiata
- Diadelia lebisi
- Diadelia leucovittata
- Diadelia lignea
- Diadelia ligneoides
- Diadelia lineata
- Diadelia lineigera
- Diadelia lineolata
- Diadelia longicornis
- Diadelia marmorata
- Diadelia marmoratoides
- Diadelia mimospinipennis
- Diadelia minuscula
- Diadelia nervosa
- Diadelia nervulata
- Diadelia nigropunctata
- Diadelia nitidipennis
- Diadelia obenbergeri
- Diadelia oberthuri
- Diadelia obliquata
- Diadelia obliquefasciata
- Diadelia obliquenigrovittata
- Diadelia obliquepicta
- Diadelia obliquevittata
- Diadelia ochreovittata
- Diadelia paracostipennis
- Diadelia parapunctifrons
- Diadelia parobliquata
- Diadelia parvula
- Diadelia postalbomaculata
- Diadelia punctifrons
- Diadelia ratovosoni
- Diadelia retrospinicollis
- Diadelia rotundipennis
- Diadelia rugicollis
- Diadelia setigera
- Diadelia setigeroides
- Diadelia spinipennis
- Diadelia squamulosa
- Diadelia strandiella
- Diadelia subantegrisea
- Diadelia subfasciata
- Diadelia sublinea
- Diadelia subnervulata
- Diadelia subornata
- Diadelia subrotundipennis
- Diadelia subuniformis
- Diadelia tanganjicae
- Diadelia transversefasciata
- Diadelia truncata
- Diadelia unicolor
- Diadelia vadoni
- Diadelia vadoniana
- Diadelia vagefasciata
- Diadelia vicina
- Diadelia viossati
- Diadelia vittipennis
- Diadelia x-brunnea
- Diadelia x-fasciata
- Diadelia x-fascioides
- Diadelia x-flava
- Diadelia x-fusca
- Diadelia x-fuscoides
- Diadelia xylina